# Bernard Huet (homme politique)
Pour les articles homonymes, voir Bernard Huet et Huet.
 (décembre 2020).
Si vous disposez d'ouvrages ou d'articles de référence ou si vous connaissez des sites web de qualité traitant du thème abordé ici, merci de compléter l'article en donnant les références utiles à sa vérifiabilité et en les liant à la section « Notes et références ».
Bernard Huet, né le 29 septembre 1906 à Angers (Maine-et-Loire) et mort le 24 mai 1973 dans cette même ville, est un homme politique français.

## Biographie
Libraire à Angers, il participe comme officier à la Seconde Guerre mondiale, puis s'engage dans la résistance.
Conseiller municipal, puis maire-adjoint d'Angers à la Libération, il mène la liste d'entente républicaine, droite modérée, dans son département en octobre 1945. Obtenant 16,7 % des voix, il est élu député et rejoint le groupe d'Unité républicaine.
A l'Assemblée, il intervient pour défendre une politique nataliste, et l'enseignement privé.
Lors de l'élection de la seconde constituante, en juin 1946, il se présente en dernière position, non-éligible, sur la liste du PRL.
Il tente, en vain, de retrouver son siège en 1951, puis renonce à une carrière politique nationale.